# Radio Kootwijk (plaats)
Radio Kootwijk (Nedersaksisch: Radio Kootwiek) is een buurtschap in de gemeente Apeldoorn, in de Nederlandse provincie Gelderland, met net iets meer dan 100 inwoners. Aanvankelijk heette het Kootwijk Radio, ter onderscheiding van het circa vier kilometer westelijker gelegen oorspronkelijke dorp Kootwijk; Radio Kootwijk is de naam van het voormalige zendstation waaromheen het dorp werd gebouwd. Het ligt te midden van een bos-, stuifzand- en heiderijk gebied op de Veluwe, ten oosten van het Kootwijkerzand en het eerdergenoemde dorp Kootwijk, dat tot de gemeente Barneveld behoort. Tot augustus 1966 behoorde Radio Kootwijk voor de ene helft bij Barneveld en voor de andere helft bij Apeldoorn.

## Relatie met zenderpark
De woonbebouwing van Radio Kootwijk is ontstaan als gevolg van de bouw vanaf 1918 van het gelijknamige zenderpark. In 1923 begon de P.T.T. op deze afgelegen plek transoceanische telegrafie via de lange golf. In de directe nabijheid van de zenders werden huizen voor medewerkers gebouwd. Sociologisch was het dorp een smeltkroes van regionale, religieuze en culturele identiteiten, die uitmondden in een bijzondere samenleving met een, tot halverwege de jaren zestig, uitzonderlijk rijk verenigingsleven in een unieke sociale context. In 1964 werd het dorp beter bereikbaar voor de buitenwereld door de aanleg van een geasfalteerde verlenging van de Hoog Buurloseweg uit de richting Ugchelen.
Nadat in 2000 elke zendfunctie was verdwenen kwam het terrein van het zenderpark in 2004 in handen van Dienst Landelijk Gebied (DLG) en Staatsbosbeheer. DLG ging op zoek naar een nieuwe eigenaar/exploitant voor de gebouwen die voorheen bij het zenderpark hoorden. Een eerste herbestemmingsproces strandde na een aantal jaren door onverenigbare visies, maar een tweede ronde die in 2007 startte, kreeg meer steun, zowel van initiatiefnemers als dorpsraad, die graag de natuurwaarde van dorp en omgeving willen behouden.

## Bestemming en bescherming
Op 6 juni 2012 werd het dorp Radio Kootwijk samen met het voormalig zendterrein door de rijksoverheid aangewezen als beschermd dorpsgezicht, op voordracht van de gemeenteraad van Apeldoorn. In dit jaar speelden de tegenstellingen tussen de recreatieve en culturele ambities van Staatsbosbeheer en de natuurwaarden van het gebied weer hoog op, waarbij dit laatste belang met name wordt ingebracht door de Stichting Werkgroep Milieuzorg Apeldoorn (SWMA). Deze dringt al jaren aan op terughoudendheid in het aantrekken van publiek naar Radio Kootwijk, met wisselend succes. In april 2013 vernietigde de Raad van State de vergunning van de provincie Gelderland aan Staatsbosbeheer voor het plan waarin het voormalige zenderpark meer culturele en recreatieve activiteiten zou krijgen toebedeeld. Hiermee werd de SWMA, die de rechtszaak aanhangig had gemaakt, in het gelijk gesteld.
Niettemin nam het bezoek van dagrecreanten toe. Dit was niet tot ieders genoegen. In 2014 werd een convenant tussen SWMA en Staatsbosbeheer opgesteld, waarin de laatste zich verplicht tot inspanningen om de verkeerstoestroom naar en het aantal bezoekers aan Radio Kootwijk weer te doen verminderen.

## Observatorium
In de jaren 70 werd ongeveer een kilometer ten noordwesten van het hoofdgebouw een observatorium voor satellietgeodesie gebouwd, dat van 1973 tot 1999 werd geëxploiteerd door de Technische Universiteit Delft en onder andere een rol speelde in het Global Positioning System. Dit gebouw werd in 2005 grotendeels gesloopt. Omdat er nog wel meetapparatuur stond werd het stroomvoorzienende gedeelte behouden. Na overschakeling op zonne-energie kon in 2008 ook dit stuk gesloopt worden. De mast met een GNSS-antenne, die data naar het datacentrum van de International GNSS Service stuurt voor het monitoren van de continentale drift van Nederland, is nog blijven staan tot maart 2016. Het terrein werd 'teruggegeven aan de natuur' en overgedragen aan de Dienst Landelijk Gebied. Sinds juni 2013 staat er een vervangend GNSS-station op het dak van Gebouw A.
Ook werd in de jaren 50 voor verschillende doeleinden radio-astronomisch onderzoek gedaan in de nabijheid van het dorp. Zie daarvoor het artikel Radio Kootwijk (zender).

## Grote branden
Tot 2006 was er in Radio Kootwijk ook een hotel, 'Hotel Radio' uit 1921. Op 19 maart 2006 werd dit gebouw, destijds gebruikt voor antikraak-bewoning, door brand ernstig beschadigd. Al snel werd aangekondigd dat Hotel Radio - net als het grote hoofdgebouw van het radiostation een ontwerp van Julius Luthmann - zou worden herbouwd, maar uitvoering van de plannen laat sindsdien op zich wachten.
Kort na de brand in het hotel, op 29 april 2006, werd ook Gebouw F aan de Turfbergweg (het voormalige ingenieursgebouw) in de as gelegd.  In 2015 zijn de restanten van gebouw F gesloopt.
In beide gevallen was er sprake van brandstichting. De daders zijn niet gevonden. 
De branden verontrustten een groot deel van de bewoners, omdat er structureel te weinig bluswater zou zijn en de aanrijtijd van de brandweer te lang was. De brandweer van de gemeente Apeldoorn heeft daarop gratis rookmelders verstrekt.
Ook de directe omgeving van het dorp heeft nogal eens te maken met (grote) branden. Zo brandde op 1 april 2012 circa 100 hectare van het heide- en grasgebied tussen Radio Kootwijk en het naburige Gerritsflesch af. Uit het dorp klonk de kritiek dat door de brandweer geen gebruik was gemaakt van de bluswatervoorziening die na de eerdere branden was gerealiseerd vanuit de watertoren in het dorp.

## Verenigingsleven

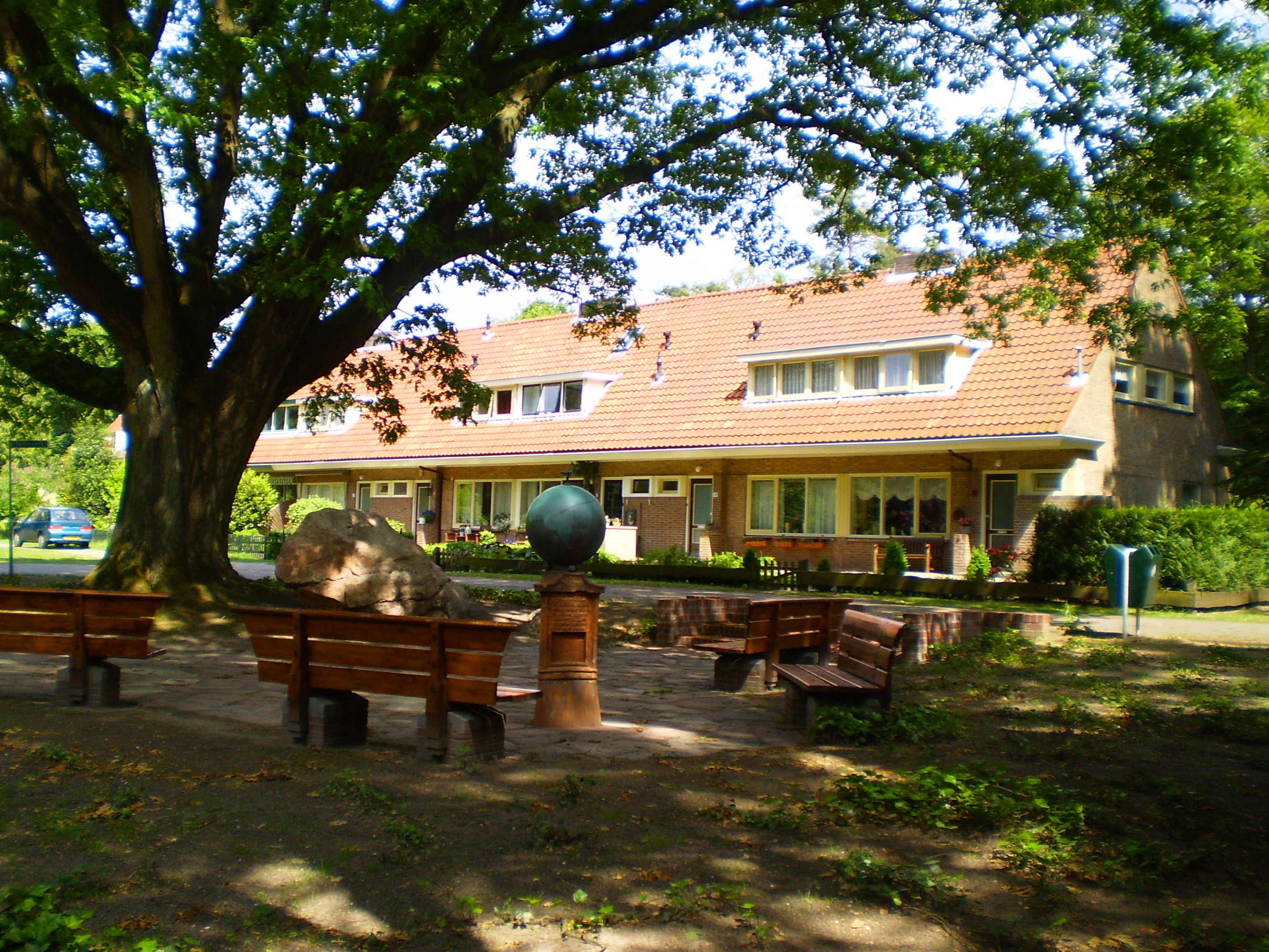
Pleintje met monument uit 1938 ter herinnering aan het tienjarig bestaan van de radioverbinding

Voor bewoners van Radio Kootwijk werd er veel georganiseerd. Zo waren er de Sport- en Ontspanningsvereniging (S&O), twee biljartclubs, twee kegelclubs, een tennisvereniging, en een tijd lang ook een volleybalvereniging, een korfbalclub, en (voor jongeren) een natuurclub en een timmerclub.
Eind februari was de jaarlijkse feestavond in Hotel Radio, ter herdenking van de historische 28ste februari 1928: de dag waarop de eerste radiotelefonische verbinding tot stand was gebracht via de zender 'Lange Gerrit'. Landelijk bekende artiesten maakten er hun opwachting, onder wie de cabaretier Wim Sonneveld (26 februari 1938, met o.a. Peter Kellenbach), de poppenspeler Bert Brugman met zijn gezelschap, de solo-actrice Nel Oosthout of de entertainer/imitator Robert Paul. Na afloop werd er gedanst.

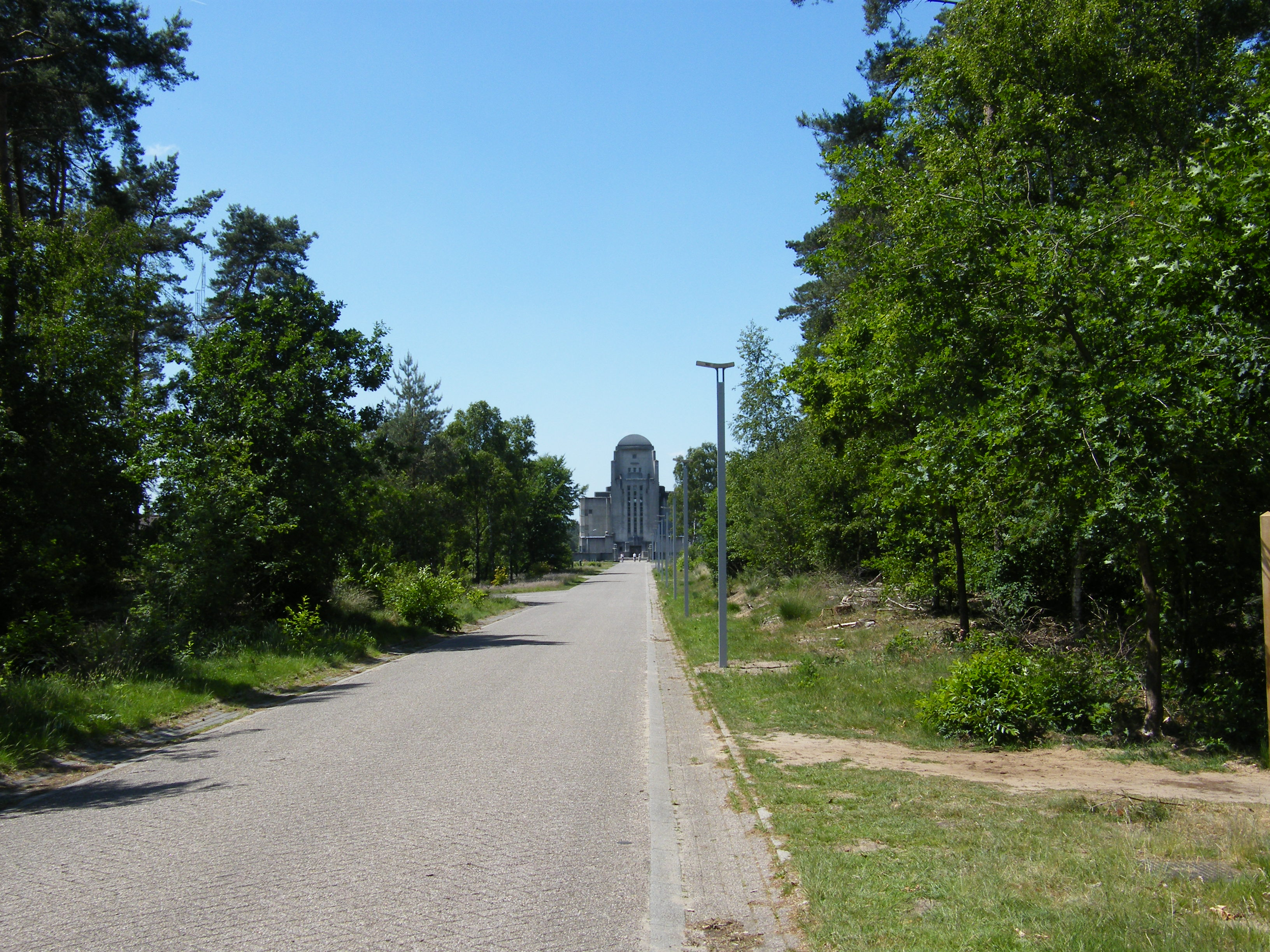
Gebouw A, gezien vanuit het dorp Radio Kootwijk, in 2009. In 2011 zijn veel van de bomen links en rechts van deze weg gekapt.

In de jaren zestig liep de jeugd op 30 april (Koninginnedag) in een kleurrijke optocht door het dorp, waarna er allerlei wedstrijden werden gestreden en spelletjes gespeeld.
Op Hemelvaartsdag ging het merendeel van de bewoners in één lange stoet gezamenlijk dauwtrappen, gevolgd door een ontbijt in de kantine van Gebouw G, verzorgd door de dames van kegelclub De Poedel. Met Pasen organiseerden zij eieren zoeken voor de jeugd.
Begin december organiseerde S&O traditioneel een Sinterklaasmiddag voor de kinderen in Hotel Radio, opgeluisterd met film of toneel.
Op kerstavond werd in de kantine van Gebouw G het kerstfeest gevierd, georganiseerd door de zondagsschool, waar bewoners van alle gezindten aan deelnamen. Radio Kootwijk was (vanwege de gevarieerde herkomst van bewoners en hun politieke en religieuze diversiteit) een multiculturele oecumenische dorpsgemeenschap avant la lettre.

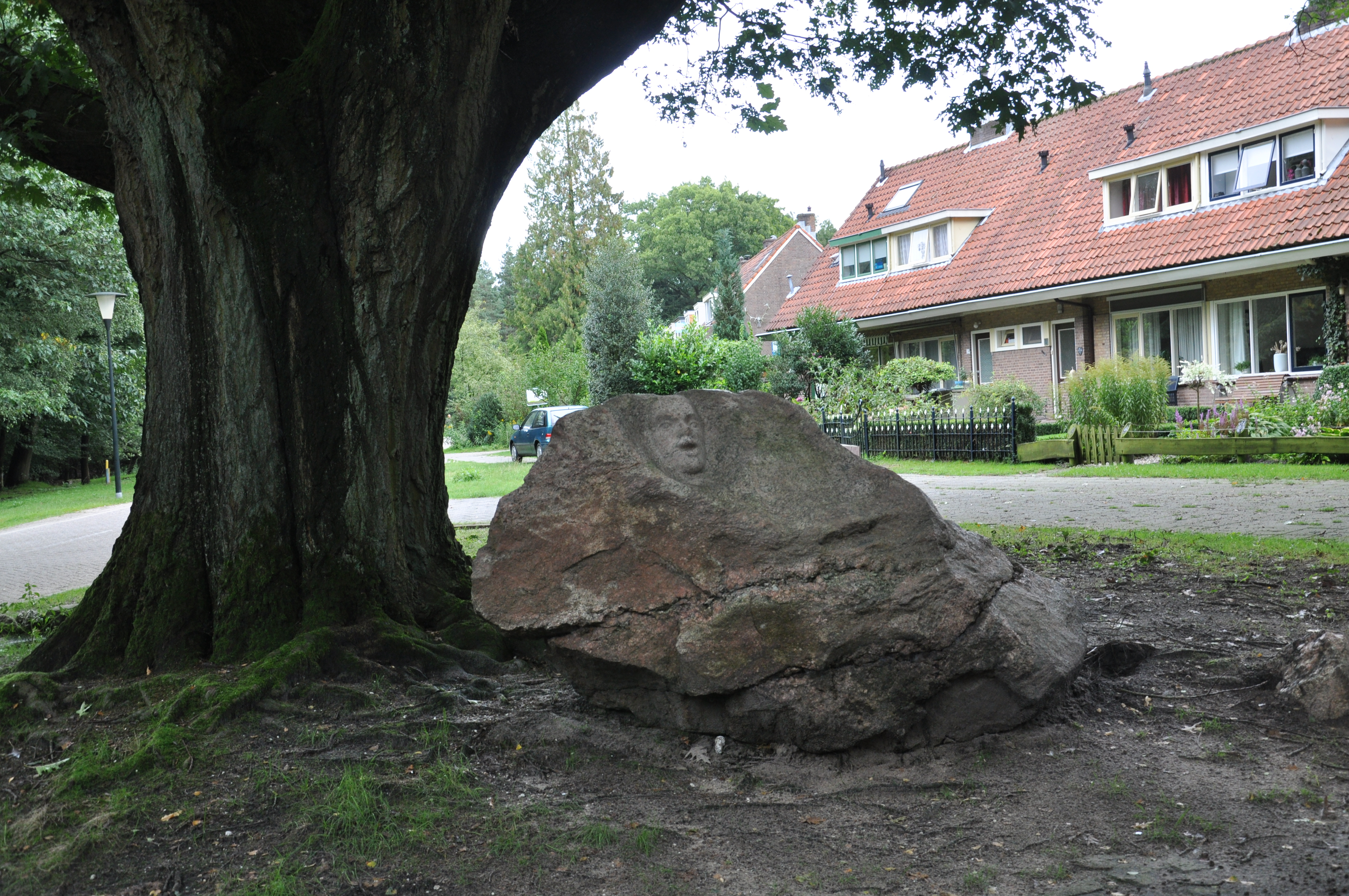
Deel van het monument ter herinnering aan het tienjarig bestaan van de zender.

In de jaren vijftig en zestig kende het kleurrijke verenigingsleven in Radio Kootwijk twee amateurtoneelgezelschappen. Het Masker verzorgde onder leiding van Linie van der Pluijm-Coret tientallen voorstellingen per jaar over de gehele Veluwe, daarbij logistiek ondersteund (vervoer, decorbouw, etc.) door de PTT. In Hotel Radio kwamen bekende acteurs en regisseurs (onder wie Arend Hauer, Ton Lutz, Rob van Reijn, Herman Sternheim) op initiatief van de Kootwijkers spel- en regiecursussen verzorgen voor amateurs uit het hele land, onder auspiciën van de toenmalige Nederlandse Amateur Toneel Unie (NATU). Het Maskertje was de toneelclub voor de jongeren in Radio Kootwijk, eveneens onder regie van Linie van der Pluijm, met steun van de grimeurs en decorbouwers van Het Masker.

## Cultuur
- De schrijver Cees van der Pluijm, die tot zijn 21e levensjaar in Radio Kootwijk woonde, schreef poëzie en proza over zijn geboorteplaats (onder meer over Gebouw A). De omslagfoto van zijn gedichtenbundel Voorlopige bestemming, verschenen in november 2010, toont Gebouw A (gefotografeerd door Bert Kaufmann)
- Veel culturele uitingen zijn specifiek gerelateerd aan de radiozender. Zij worden beschreven op Radio Kootwijk (zender).